# Chayotillo
Chayotillo är en ort i Mexiko.   Den ligger i kommunen Lagos de Moreno och delstaten Jalisco, i den centrala delen av landet, 400 km nordväst om huvudstaden Mexico City. Chayotillo ligger 2 024 meter över havet och antalet invånare är 202.
Terrängen runt Chayotillo är platt åt sydväst, men åt nordost är den kuperad. Runt Chayotillo är det ganska tätbefolkat, med 56 invånare per kvadratkilometer. Närmaste större samhälle är Palo Alto, 18,9 km norr om Chayotillo. Trakten runt Chayotillo består i huvudsak av gräsmarker.